# Phồn Xương, Vu Hồ
Phồn Xương (chữ Hán giản thể: 繁昌区, Hán Việt: Phồn Xương khu) là một quận trực thuộc địa cấp thị Vu Hồ, tỉnh An Huy, Cộng hòa Nhân dân Trung Hoa. Quận này có diện tích 880 km2, dân số 460.000 người. Về mặt hành chính, quận Phồn Xương được chia thành 4 trấn: Phồn Dương, Địch Cảng, Tôn Thôn, Bình Phô và 1 hương Nga Sơn.